# 저지대줄무늬텐렉
저지대줄무늬텐렉 또는 로랜드줄무늬텐렉(Hemicentetes semispinosus)은 텐렉과에 속하는 작은 포유류다. 아프리카 마다가스카르섬에서 발견된다.

## 서식지 분포
마다가스카르섬 북부와 동부 지역의 열대 저지대 우림에서 발견된다.